# 境直行
境 直行（さかい なおゆき、1944年9月15日 - ）は、日本中央競馬会(JRA)所属の元騎手、元調教師。

## 人物

### 騎手時代
1944年熊本県にて4人兄妹の次男として出生。父は国鉄職員であったことから転勤が多く、県内を転々と移り住みながら幼少時を送る。
やがて小学校卒業を間近に控えた直行は兄に連れられ京都へと赴き、母の弟で京都競馬場の伊藤勝吉厩舎に身を置く騎手清田十一と対面。小柄であった直行は程なくして叔父より「騎手にならないか」と誘いを受け、京都へと向かう。この時清田からの手紙を受け取った直行の両親は、反対するどころか歓迎して息子を送り出したという。
伊藤厩舎に住み込みながら中学校へと通う傍ら、厩務に休みなく駆り出される日々に何度も熊本に逃げ帰ろうと思った直行であったが、叔父清田の励ましもあり中学卒業後、馬事公苑の騎手養成課程へと進むこととなる。直行は当初、伊藤と縁のある高橋直三の元で下乗りとなる予定であったが、体重の問題から平地騎手試験に落第。そのため1960年の1年間を当時繋駕競走に力を入れていた大久保石松厩舎の繋駕専門騎手として過ごしたのち、平地免許を取得し高橋厩舎へと転属、4年の下乗り期間を経て1965年騎手デビューとなる。
叔父に清田十一、義兄弟に野平祐二と2人の名手を縁戚に持ち騎手デビューを果たした直行であったが、16年間で通算160勝という成績に終わり1981年、騎手を引退し調教師に転身。後に「減量とかのせいではなく、騎手として腕が悪かった。160勝という数字がそれを物語っています」と現役時代の自分を振り返っている。

### 調教師時代
現役10年目ごろより調教師という稼業を意識し始めた直行は1981年、5度目の挑戦で調教師試験に合格。準備期間中に馬に足を蹴られ大怪我を負いながら医師の制止を無視し開業準備に勤しむという一幕もあったなか、2年の待機期間を経て1983年3月栗東に厩舎開業の運びとなる。
初年度に7勝を挙げた境厩舎は以後概ね勝ち星を2ケタ台に乗せ、1986年にはフレッシュボイスでシンザン記念を制し、開業4年目で重賞初勝利を記録。同馬は翌1987年安田記念を勝ち上がり、開業間もない境厩舎の看板馬として活躍をした。しかしその後は1993年のウインターステークスを制したローリエアンドレを最後に重賞勝利馬を擁することはなく、ときおりオープン馬を出すにとどまっていた。
2015年2月28日付けで定年により調教師を引退した。

## 騎手成績
| 通算成績 | 1着 | 2着 | 3着 | 騎乗回数 | 勝率 | 連対率 |
| -------- | --- | --- | --- | -------- | ---- | ------ |
| 平地     | 160 | 204 | 159 | 1621     | .099 | .225   |
| 障害     | 0   | 0   | 0   | 4        | .000 | .000   |
| 計       | 160 | 204 | 159 | 1625     | .098 | .224   |

|            | 日付          | 競走名               | 馬名           | 頭数 | 人気 | 着順 |
| ---------- | ------------- | -------------------- | -------------- | ---- | ---- | ---- |
| 重賞初騎乗 | 1968年10月6日 | 朝日チャレンジカップ | キタシンザン   | 8頭  | 8    | 6着  |
| GI級初騎乗 | 1972年5月7日  | 天皇賞（春）         | コンチネンタル | 17頭 | 11   | 11着 |
| 重賞初勝利 | 1975年2月23日 | アラブ大賞典（春）   | ヤマサンツバメ | 13頭 | 1    | 1着  |

### 主な騎乗馬
- ダイイチオー（1971年朝日チャレンジカップ2着）
- ヤマサンツバメ（1975年アラブ大賞典（春）・タマツバキ記念（秋））

## 調教師成績
|            | 日付          | 競馬場・開催  | 競走名          | 馬名               | 頭数 | 人気 | 着順 |
| ---------- | ------------- | ------------- | --------------- | ------------------ | ---- | ---- | ---- |
| 初出走     | 1983年3月12日 | 1回小倉1日1R  | アラブ4歳未勝利 | ヤマサンコロンビア | -    | -    | 4着  |
| 初勝利     | 1983年7月31日 | 2回小倉6日4R  | 4歳未勝利       | テンマプリンセス   | -    | -    | 1着  |
| GI初出走   | 1984年4月8日  | 2回阪神6日11R | 桜花賞          | テンマプリンセス   | 21頭 | 19   | 15着 |
| 重賞初勝利 | 1986年1月12日 | 1回京都5日11R | シンザン記念    | フレッシュボイス   | 13頭 | 8    | 1着  |
| GI初勝利   | 1987年5月17日 | 2回東京8日10R | 安田記念        | フレッシュボイス   | 19頭 | 3    | 1着  |

- 1985年 優秀調教師賞(関西)

### 主な管理馬
- フレッシュボイス（1987年安田記念）
- ダイテンスパルタ（1987年阪神障害ステークス）
- ローリエアンドレ（1993年ウインターステークス）

## 主な厩舎所属者
※太字は門下生。括弧内は厩舎所属期間と所属中の職分。
- 日高三代喜（1985年-1986年 騎手）
- 石橋守（1985年-1993年 騎手）
- 藤田伸二（1991年-1997年 騎手）
- 小坂忠士（2001年-2004年 騎手）
- 荻野要 （2008年-2010年 騎手）
- 小椋研介（2007年-2015年 厩務員、調教助手）